# ハナイグチ
ハナイグチ（花猪口、学名: Suillus grevillei）は、ヌメリイグチ科ヌメリイグチ属に属する中型から大型のキノコの一種。カラマツと共生しており、夏から秋にカラマツ林の地上に生える。傘の裏側がヒダではなく、黄色い管孔状になるのが特徴。食用キノコのひとつで、ジコウボウやラクヨウ、カラマツタケなど地方名も多く、味もよく一度にたくさん生えることから日本各地でキノコ狩りの対象としての人気が高い。

## 名称
和名の「ハナイグチ」は、花のように可憐なイグチ科のキノコの意味で、「イグチ」（猪口）は傘の裏側にある管孔をイノシシの鼻先に見立てたものである。
地方名が多く、長野県ではジゴボウ（ジコボウ）またはリコボウ（リコウボウ）、北海道および秋田県下ではラクヨウ（落葉きのこ）、石川県下においてはイクチなど、さまざまな地方名で呼ばれ、キノコ狩りの目標として人気がある。その他の地域でも、アワモダシ、オチバマツ、カラマツキノコ、カラマツジコウ、カラマツタケ、マンジュウタケといった地方名も少なくない。

## 分布
日本・中国北東部・ヨーロッパ・ロシア沿海州・北米など、カラマツ属の分布に随伴して各地に分布する。オセアニア（オーストラリアおよびニュージーランド）にも産するが、これは、帰化したものであるとの疑いがある。日本国内でも、カラマツが普通に分布している北方（あるいは高所）に多い。カラマツ林の落ち葉がある林床に丸い傘を覗かせていて、比較的見つけやすい。カラマツ林と接する道路沿いでもよく見つかる。

## 形態
傘は径4 - 14センチメートル (cm) あまりで、最初は半球形やまんじゅう形をしているが、やがて開いて丸山形になり、最後はほぼ平らに開く。表面は黄金色から赤褐色や橙褐色で、厚い粘液層をかぶって著しい粘性を示す。傘の表皮は多少剥れやすい。肉は厚く、比較的柔らかくて水分に富み、黄色を呈し、傷つけても変色しないが、まれに淡灰紫色または淡青色に変わることがあり、味もにおいも温和である。傘の裏面はスポンジ状の管孔状をなしており、幼時は薄い膜に覆われるが次第に露出し、鮮やかな淡黄色から濃黄色であるが、成熟すればくすんだ灰褐色から暗褐色に変化する。孔口は比較的小型でやや多角形、管孔層はかさの肉から剥がしやすくて比較的厚い。柄はほぼ上下同大、長さ12 cm前後、径20ミリメートル (mm) 前後と太いほうである。中実。柄の中ほどに膜質で比較的長く残るツバ（内被膜）を備え、それより上部は淡黄色で、網目の部分を除いて褐色の粒点に覆われるか、全体が編目状の隆起となる。ツバより下方は繊維状で粘性があり、淡赤褐色から淡褐色を呈し、柄の内部は充実している。
胞子紋は鮮やかな黄褐色を呈する。胞子は黄褐色・平滑で細長い紡錘状楕円形を呈する。シスチジアは管孔の内壁面にも縁にも多数存在し、細長いこん棒状～紡錘状で淡黄色ないし黄褐色である。かさの表皮は、互いに絡み合いつつ厚いゼラチン層に埋没した菌糸で構成されており、それらの菌糸の外面には暗褐色の色素粒が沈着する。すべての菌糸はかすがい連結を持たない。

## 生態
外生菌根菌（菌根性・共生性）。夏から秋にかけ、カラマツなどの針葉樹林（カラマツ属）の樹下に生える。外生菌根を形成する樹種がカラマツ属に限定されるため、それ以外の針葉樹の下には発生しない。
無菌的に栽培したカラマツ属の苗を植栽したポットに、純粋培養したハナイグチの菌株を接種すると、短いフォーク状に分岐した外生菌根が形成されるが、その表面は綿毛状の短い菌糸に覆われると共に、細い根状菌糸束（数本の太い菌糸がより合わさり、その束の外面をより細い菌糸が覆う）を混在する。菌根そのものは白色を呈し、長さ 1-4 mm・径 0.4-0.5 mm程度で先端は尖ることが多い．外生菌根の外面を覆う菌鞘（マントル mantle）は厚み 14-65μm程度で、その構成菌糸は 3％水酸化カリウム水溶液や10％アンモニア水溶液によって淡赤色ないし帯褐赤色に変色する性質があり、宿主の細根の長軸に対して不規則に絡みついた構造をなし、菌糸間には間隙が認められる。宿主の細根の表面から半径の2/3程度の範囲では、宿主細胞の間隙に 1-2本ずつの菌糸が侵入し、ハルティヒネット（Hartig's net）と呼ばれる迷路状構造を形成する。
比較的に樹齢の若いカラマツ林分（樹齢15年生以上）に多いといわれ、その菌糸の生長温度は4～30℃（至適温度範囲は 23～25℃）、子実体発生に適する温度範囲は10～18℃であるとされる。
菌糸生長に適する炭素源と窒素源との比率（C／N比）は、種の中での菌株間でも相違があったが、おおむね40程度であるといい、炭素源としてはグルコース・マンノース・トレハロースあるいはマルトースを利用するが、セルロースやリグニン・イヌリン・でんぷん・グリコーゲンなどを資化する能力はないという。いっぽう、窒素源としては、アンモニア態窒素化合物や尿素、アミノ酸類（アラニン・セリン・グルタミン酸・アスパラギン酸・アスパラギン・アルギニンなどが好まれ、ペプトンやカザミノ酸も利用する。さらにチアミンを与えることで、菌糸の生長は大きく促進されるという。ただし、これらの生理的性質については、菌株間での違いも認められ、ハナイグチにはある程度の種内変異が含まれている可能性があると考えられている。
人工培地上での胞子の発芽率はごく低く（0-0.01％程度）、発芽したとしても培地上に胞子を置床してから一カ月程度を有するという。チチアワタケやヌメリイグチあるいはアミタケにおいては、組織培養によって得た純粋培養菌糸と胞子とを培地上で二員培養すると、その発芽率は有意に向上し、1％程度に向上することもあるが、ハナイグチではこのような促進効果は認められなかったとされている。
酵母の一種（Rhodotorula glutinis)とともに二員培養すると、発芽率が 1％程度に向上し、特にR. glutinisと同一容器内で培養すれば、発芽率は 0.01-1％となり、発芽が確認されるまでの日数も一カ月以内となるという。

## 類似種
日本では未記録であるが、やはりカラマツ林に発生し、子実体の外観が酷似するものにスゥイールス・クリントニアヌス（Suillus clintonianus (Peck) O. Kuntze）がある。かさの赤みが強く、肉を傷つけると淡桃色ないし淡サケ肉色に変わることや、胞子がやや幅広い点で区別されるが、これをハナイグチの品種あるいは変種とする研究者もある。
同様にカラマツ属の樹下に限って発生するキノコとしてはシロヌメリイグチ（Suillus viscidus）が知られているが、かさや柄が赤みを帯びず、むしろ帯褐灰白色を呈する点で簡単に見分けることができる。また、管孔もレモン色を帯びず、その孔口はより大形でやや放射状に配列すること・胞子紋が緑色を帯びた灰褐色～暗褐色を呈することでも異なっている。
同属のヌメリイグチやチチアワタケなどは、実用上ではしばしば混同されているが、ともにアカマツ・クロマツなどの二針葉マツに外生菌根を形成することで、容易に区別される。また、前者はかさがより暗色（暗褐色～暗紫褐色）であり、つばより上部において柄の表面に暗紫褐色の微細な粒点を密布することで異なり、後者はまったくつばを欠く点で相違している。

## 利用
まぎらわしい毒キノコは知られておらず、収量が多くて味もよいので、キノコ狩りの対象として各地で人気がある。傘の開ききっていない幼菌はそのまま利用できるが、すっかり傘が開いた成菌を食べる場合は、「ウラトリ」といって消化が悪いので傘の裏面のスポンジ状の管孔を指でむしり取ってから調理する地方もある。付着している落ち葉などを取り除き、湯がいて下処理をしてから、けんちん汁、すまし汁、味噌汁や、大根おろし和え・煮込みうどんや鍋料理の具、鉄板焼き、すき焼き、バター炒め、酢の物、佃煮、ピクルスなどに使う。ぬめりがあり、汁物によく合う。幼菌は味噌汁にするとよく、成菌は傘や管孔がやわらかくなってダシをよく含む。山梨県では、カボチャとハナイグチを入れたほうとうが極上とされる。

### 放射性物質
福島第一原子力発電所事故以降の放射性物質検査で、長野県佐久市、山梨県富士吉田市、静岡県小山町・御殿場市・富士宮市・富士市で採取された野生のハナイグチから規制値の100 Bq/kgに近い放射性セシウムが検出されている（2017年現在）。厚生労働省や県は該当地域での採取・出荷及び摂取の自粛を呼び掛けている。

## 栽培
カラマツに限って外生菌根を形成するキノコであるため、原木栽培や菌床栽培は不可能であり、菌根形成の相手となるカラマツ林の発生環境の整備と、野生のハナイグチの子実体を接種源とした林床接種が主となる。3～5 月ごろに、カラマツ林地内に生えている雑木や下草および厚く堆積した落ち葉層の除去を行う。カラマツの落葉には、ハナイグチの菌糸生長を阻害する成分（ポリフェノール系化合物と思われる）が含まれるため、厚い腐植層を除去することは、ハナイグチの菌糸の蔓延ならびに子実体形成に有利に働くと考えられる。
9～10 月には、前もって別の林で採取したハナイグチ子実体の管孔層を粉砕し、水で適度に希釈した液を林床に散布する。散布は降雨の直前あるいは夕方が望ましく、1年に1～2回の頻度で2年程度行う必要がある。発生環境の整備開始から3年目になると子実体が発生し始めるが、3年目までは採集(収穫)を行わない。3年目以降から子実体の採取を始めるが、かさが開いて食用適期を過ぎたと考えられる子実体は、これを次代の胞子生産源とするために採取を避ける。